# Coniuratio
Coniuratio of gezworen gemeenschap is volgens Weber de vereniging van stedelingen die tot doel had de heer af te zetten. De vorming van deze rechtsorde vond plaats in de middeleeuwse Italiaanse stadstaten en was een belangrijke stap waarmee stadsgemeenschappen ook politieke gemeenschappen werden. De resulterende stadsrechten waren een belangrijke aanzet tot de latere modernisering van de politiek.

## Context
Ook in bureaucratisch rijken hadden zich grote steden gevormd, maar de politieke macht bleef min of meer gecentraliseerd. In Europa ontbrak het door de banale revolutie aan een sterk centraal gezag zoals in China. Feodale heren hoefden zich weinig aan te trekken van het koninklijke gezag. In Frankrijk en Engeland kon deze beweging tot staan worden gebracht en zij ontwikkelden zich tot sterke koninkrijken, middels wat Elias het monopoliemechanisme noemde, waarbij sterkere machten de zwakkere weten te onderwerpen en een centrale macht het geweldsmonopolie in handen krijgt en daarmee het belastingmonopolie.
In Italië, de Lage Landen en het westen van Duitsland verdween het centrale gezag echter vrijwel geheel. De macht die de steden en burgers hadden, kende geen vergelijk in de wereld. Dit was mogelijk doordat lokale vorsten de steden nodig hadden vanwege de belastingen. Deze belastingen waren nodig vanwege veranderingen in de manier van oorlogsvoering. Waar de feodale heren manschap aflegden aan hun heer en daarvoor beloond werden met een leengoed, trad er een commercialisering van de oorlogsvoering op toen vanaf de dertiende eeuw piekeniers en boogschutters in staat bleken om ridders te bedwingen, wat versterkt werd door de komst van veldartillerie. Het geld daarvoor moest worden opgebracht door steden die in ruil daarvoor privileges afdwongen. Milaan en Venetië namen het voortouw met het gebruik van huursoldaten.

## Italië
In de repubbliche marinare bracht de handel een explosieve groei van de welvaart en ontstond een patriciaat dat zijn positie te danken had aan de financiering van handel en nijverheid. Zij zochten een onafhankelijkere economische, politieke en militaire positie ten opzichte van de heer, in Italië vaak een bisschop. Veel Italiaanse steden bleken met hun coniuratio in staat om de heer te verwerpen. Daarbij maakte het gewone volk grotendeels onder dwang deel uit van de coniuratio en werden alleen gezinshoofden als individu bestempeld. De militaire macht van de stadstaten resulteerde in veel strijd tussen de Italiaanse steden.
De jure kwam de juridische en militaire macht daarmee in handen van consules, door de stedelingen verkozen magistraten. De facto hadden de parlamenta of volksvergaderingen echter weinig te vertellen en lag de macht in handen van het patriciaat, door Weber Geslechterherrschaft (familieheerschappij) genoemd. Dit kon resulteren in stabiele republieken als Venetië, maar vaker bestreden de grote families elkaar in bloedige vendetta’s, zoals tussen de Guelfi en de Ghibellini.
Deze strijd had de instelling van de podestà tot gevolg. Deze bekleedde de hoogste juridische macht en moest de strijdende partijen uit elkaar houden. Dit had een rationalisering van de wetgeving tot gevolg waarbij het voor handelaren ongunstige godsoordeel werd afgeschaft.

## Buiten Italië
Hoewel coniurationes met een stadspatriciaat alleen in Italië voorkwamen, waren er vergelijkbare processen in andere gebieden in Europa. Burgers verenigden zich in gilden en hoewel deze afgezien van in Engeland niet volledig samenvielen met het stadsbestuur, beschikten deze toch over de nodige macht. Burgers verkregen zo meer macht en ook hier was dat over het algemeen verbonden aan de rijkdom. Een aantal vorsten kon de groeiende macht van de steden goed gebruiken om de invloed van de adel te beperken.